# قوشتشي بايرام خواجة
قوشتشي بايرام‌ خواجة هي قرية في مقاطعة كليبر، إيران. عدد سكان هذه القرية هو 399 في سنة 2006.